# Emblemaria walkeri
Emblemaria walkeri is een  straalvinnige vissensoort uit de familie van snoekslijmvissen (Chaenopsidae). De wetenschappelijke naam van de soort is voor het eerst geldig gepubliceerd in 1963 door Stephens.
De soort staat op de Rode Lijst van de IUCN als Onzeker, beoordelingsjaar 2007.